# Myrcia suffruticosa
Myrcia suffruticosa är en myrtenväxtart som beskrevs av Otto Karl Berg. Myrcia suffruticosa ingår i släktet Myrcia och familjen myrtenväxter. Inga underarter finns listade i Catalogue of Life.